# Наилегчайший вес в боксе
Наилегчайший вес (англ. Flyweight) — весовая категория в профессиональном боксе между второй наилегчайшей и первой наилегчайшей весовыми категориями. Предел веса для дивизиона составляет 112 фунтов (50,802 кг).

## Действующие чемпионы мира
| Организация | Дата завоевания титула | Чемпион          | Рекорд       | Защиты титула |
| ----------- | ---------------------- | ---------------- | ------------ | ------------- |
| WBA         | 13 марта 2025          | Кэн Сиро         | 25-1 (16 КО) | 0             |
| WBC         | 13 марта 2025          | Кэн Сиро         | 25-1 (16 КО) | 1             |
| IBF         | 29 марта 2025          | Масамичи Ябуки   | 18-4 (17 KO) | 0             |
| WBO         | 20 июля 2024           | Энтони Оласкуага | 9-1 (6 KO)   | 2             |